# 黎文勻
黎文勻（越南语：／，？—1791年），又名黎文勾（越南语：／），廣南國末期將領。
出生於定祥省建和縣（今屬前江省）。1771年，朱文接據斜梁山（Tà Lương，今富安省境內茶郎山），黎文勻前去投奔。因作戰英勇，朱文接將妹妹嫁給了他。此後朱文接背叛了西山朝的阮岳，向阮主效忠，並成為杜清仁的部將。
在1785年的瀝涔吹蔑之戰中，黎文勻奉命駐守茶津（今前江省）響應阮福映。朱文接陣亡後，黎文勻繼任統帥職務，並獲得勇郡公的封號。後聞阮福映戰敗逃亡暹羅，黎文勻率兵六百人前去投奔，被暹羅王拉瑪一世安置在阮福映居住的龍邱。此時，緬甸入侵暹羅，阮福映派黎文勻、阮文誠出兵協助暹羅，又幫助暹羅擊退馬來海盜對沿海的騷擾，獲得拉瑪一世的信任。
1787年，阮福映率軍回到越南南部，重新佔據嘉定。1789年，黎文勻、尊室會、武性、阮文張與西山軍戰於虎洲，迫使其將領范文參投降。阮福映得以在嘉定重新站穩腳跟。
1790年，阮福映派黎文勻、武性、阮文誠攻取了平順府。黎文勻與武性一向不和，導致平順府被西山軍奪回。黎文勻被西山軍包圍於潘里，經過阮文誠援助才將其救出。黎文勻十分羞愧，服毒自殺。